# Dysalotosaurus
Dysalotosaurus là một chi khủng long, được Virchow mô tả khoa học năm 1919.